# Philautus cinerascens
Philautus cinerascens es una especie de rana que habita en Birmania.